# Uriel Henao
Uriel Henao (Cimitarra, 29 de enero de 1969) es un cantautor colombiano de música popular colombiana conocido como El Rey de los Corridos prohibidos.

## Biografía
Nacido en Puerto Araujo, corregimiento de Cimitarra, Santander en 1969, hijo de Blanca Rosa Daza y Anatolio Henao. Inició su carrera musical tras presentarse a los 13 años en un concurso en su pueblo.
Su primera canción la grabó en 1989, cuando participaba con el grupo La Fórmula Cinco. En 1992 grabó su primer tema de música popular, creando su propio grupo musical llamado Los Tigres del Sur, quienes pasaron de interpretar vallenato a corridos. En 1997 son invitados a grabar el primer volumen de los Corridos prohibidos.
Es conocido por ser uno de los intérpretes del género de los Corridos prohibidos en Colombia, interpretando canciones sobre el conflicto armado interno en Colombia, narcotráfico y política.
Algunas de sus canciones más conocidas son: La historia del guerrillero y el paraco, La Kenworth plateada, Son unas ratas y El hijo de la coca.

## Discografía
- La Ley de la Vida (1994).
- Corridos Prohibidos Vol. 1 (1997)
- El Azote Norteño (1997)
- Corridos Prohibidos Vol. 2 a Vol. 7 (1998-2005)
- Reinando en el 2000 (2000)
- Cero Prohibido (2002)
- El mejor de todos (2004)
- Siempre seré el primero (2005)